# 安珀河畔基希多夫
安珀河畔基希多夫（德語：Kirchdorf an der Amper，官方拼写为，發音：[ˈkɪʁçdɔʁf ʔan deːɐ̯ ˈʔampɐ]）是德国巴伐利亚州上巴伐利亚行政区弗赖辛县的市镇，面积32.97平方千米，2023年12月31日人口为3,303人。